# Gornja Radgona
Gornja Radgona este un oraș din comuna Gornja Radgona, Slovenia, cu o populație de 3.529 de locuitori.